# Wazir Akbar Khan
Wazīr Akbar Khān (1816 – Jalalabad, 1847 (30-31 ans)), (pachto : وزير اکبر خان), né Mohammad Akbar Khān (محمد اکبر خان), également connu sous le nom d'Amīr Akbar Khān (امير اکبر خان), était un prince et général afghan. Sa renommée commença en 1837 lors de la bataille de Jamrud, au cours de sa tentative de reprendre la deuxième capitale de l'Afghanistan, Peshawar, à l'armée sikhe.
Wazir Akbar Khan fut un des protagonistes de la première guerre anglo-afghane (1839-1842). Il fut le meneur des nationalistes à Kaboul en 1841, et fut l'instigateur du massacre de l'armée  du major-général Elphinstone lors de la bataille de Gandamak.

## Ascendance
Mohammad Akbar Khan est né en 1816. Son père était l'émir Dost Mohammad Khan d'Afghanistan et sa mère Mermən Khadija Popalzai. Dost Mohammad avait deux épouses, huit fils (dont Mohammad Akbar Khan) et deux filles.

## Biographie
En 1836, les forces musulmanes de Dost Mohammad Khan, sous le commandement de son fils Wazir Akbar Khan, battirent les Sikhs lors de la bataille de Jamrud, à une quinzaine de kilomètres à l'ouest de Peshawar. Dost Mohammad ne profita pas de cette victoire pour reprendre Peshawar, mais sollicita de l'aide de lord Auckland, le nouveau gouverneur général de l'Inde, dans la lutte contre les Sikhs. Par cette lettre, Dost Mohammad suscita l'intervention officielle des Britanniques en Afghanistan. Ainsi, l'Afghanistan joua un rôle décisif dans le Grand Jeu, la rivalité entre la Grande-Bretagne et la Russie en Asie centrale.
En 1841, lors de la première guerre anglo-afghane, Akbar Khan mena la révolte à Kaboul contre la garnison britannique de 4 500 hommes, dirigée par William McNaughten et le major-général Elphinstone. Au cours des négociations, McNaughten trouve la mort dans un traquenard tendu par Akbar Khan, et Eldred Pottinger dut prendre sa succession. Dans la suite des négociations, Akbar Khan exigea l'évacuation des troupes d'Elphinstone vers Jalalabad, garantissant la sécurité pour ses hommes et les 12 000 civils britanniques et indiens les accompagnant. Mais tous furent massacrés lors de la bataille de Gandamak en janvier 1842. Des mémoires de guerre britannique attestent qu'on aurait entendu Akbar Khan ordonner à ses hommes de cesser le feu en persan, mais contredisant immédiatement cet ordre en pachto.
En mai 1842, Akbar Khan prit le Bala Hissar à Kaboul et tint le pays jusqu'à sa mort en 1847.

## Dans la fiction
La figure historique d'Akbar Khan joue un rôle majeur dans certains romans du cycle des Archives Flashman, écrit par George MacDonald Fraser.